# Danza su ghiaccio

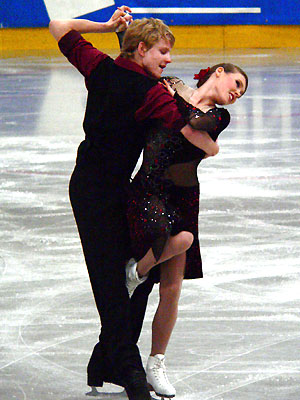
Kristian Rand e Grethe Grünberg durante il ballo originale al Junior Grand Prix event a L'Aia.

La danza su ghiaccio è una specialità del pattinaggio di figura. Dal 1952 l'International Skating Union ha inserito questa disciplina nel programma ufficiale dei Campionati mondiali di pattinaggio di figura e nel 1976 ai Giochi olimpici invernali di Innsbruck è divenuto sport olimpico.
La danza su ghiaccio deriva dalla danza sportiva praticata nelle sale da ballo. Componenti fondamentali della disciplina sono la coppia, composta da un uomo e una donna, la musica, il ritmo e lo spettacolo.

## Il Programma
I danzatori prima di ogni competizione, devono presentare due programmi; programma corto e programma lungo, contenenti degli elementi obbligatori a cui vengono associati dei livelli di difficoltà, da un minimo di uno fino a un massimo di quattro.
Tale programma è composto da diversi balli, alcuni obbligatori, decisi dalla federazione internazionale nel programma tecnico stilato per ogni stagione sportiva, altri originali e liberi che, comunque, devono presentare alcuni elementi tecnici.
Dopo l'esecuzione i balli sono valutati dai giudici che assegnano un punteggio in base a tre differenti componenti: "Skating skills", Performance and execution, Timing and interpretation of the music.
Lo Skating skills riguarda principalmente la qualità della pattinata, la scivolata, la velocità e il piegamento di ginocchia e caviglia; la Performance and execution concerne la qualità delle posizioni, la precisione di esecuzione dei movimenti, il portamento e la flessibilità; il Timing and interpretation of the music si riferisce invece al senso musicale dell'atleta, ossia alla sia capacità di muoversi in conformità col ritmo e il carattere della musica e l'interpretazione del  pezzo musicale.